# Varennes (Vienne)
Varennes – miejscowość i gmina we Francji, w regionie Nowa Akwitania, w departamencie Vienne. W 2016 roku populacja ówczesnej gminy wynosiła 349 mieszkańców. 
Dnia 1 stycznia 2019 roku ówczesną gminę Varennes włączono do Saint-Martin-la-Pallu. Siedzibą gminy pozostała miejscowość Vendeuvre-du-Poitou. 